# Surface Book 3
Surface Book 3是微软Surface Book系列的第三代产品，于2020年5月6日发布。
与前代Surface Book 2相比，本代主要更新了Intel第十代处理器，可选配32GB内存以及Nvidia Quadro RTX 3000显卡。